# Strážník
Strážník är ett berg i Tjeckien.   Det ligger i regionen Liberec, i den norra delen av landet, 90 km nordost om huvudstaden Prag. Toppen på Strážník är 610 meter över havet, eller 171 meter över den omgivande terrängen. Bredden vid basen är 8,2 km.
Terrängen runt Strážník är kuperad norrut, men söderut är den platt.Runt Strážník är det ganska tätbefolkat, med 75 invånare per kvadratkilometer. Närmaste större samhälle är Jilemnice, 4,8 km öster om Strážník. Omgivningarna runt Strážník är en mosaik av jordbruksmark och naturlig växtlighet.